# Enterprise (comté de Morgan, Utah)
Pour les articles homonymes, voir Enterprise.
Enterprise est une census-designated place du comté de Morgan, dans l'État de l'Utah, aux États-Unis. En 2020, elle compte une population de 575 habitants.